# NGC 592
NGC 592 je emisijska maglica s otvorenim skupom i velika zvjezdana asocijacija u galaktici Messier 33 u zviježđu Trokutu.

## Vanjske poveznice
- SEDS: NGC 0592